# Real Federación Aragonesa de Fútbol
La Real Federación Aragonesa de Fútbol (RFAF) es la federación territorial de la Real Federación Española de Fútbol en Aragón.
Fue fundada en 1922 y su actual presidente es Manuel Torralba. Tiene su sede en la ciudad de Zaragoza.

## Historia
El Acta de Constitución de la Real Federación Aragonesa de Fútbol se fecha el 25 de enero de 1922 (como Federación Aragonesa de Fútbol) en la reunión celebrada por representantes del Iberia Sport Club, la Unión Deportiva, el Club Deportivo Fuenclara y la Sociedad Atlética Stadium en el n.º 3 de la Plaza San Felipe de Zaragoza. Su primer presidente sería don José María Gayarre.
En marzo del mismo año, complementariamente, se forma la Federación Aragonesa de Sociedades Deportivas por parte de los citados clubes, con las secciones de fútbol y atletismo, de la que Gayarre también ocuparía el cargo de presidencia.
El 28 de septiembre de 1922 se celebra la Asamblea de Constitución de Clubs de Aragón para redactar Reglamentos y Estatutos, a la que asisten los anteriores, más los clubes de la Agrupación Universitaria, Unión Deportiva Águila, Club Aragón, Gimástica Zaragozana, Huesca Club de Fútbol, Somport de Jaca, Deportiva Universitaria y Zaragoza Foot-Ball Club. El 1 de octubre se constituye oficialmente la Federación Aragonesa ante la Federación Española de Fútbol, y acuden a la Asamblea de Madrid diferentes personalidades del foot-ball aragonés que a su regreso formarán el Comité de Árbitros de Fútbol de Aragón.
Desde esa fecha la Federación Aragonesa comienza a organizar de manera oficial el Campeonato Regional de Aragón, primera competición oficial de la región, antes de que se diera a nivel nacional una liga de fútbol.
El 10 de febrero de 2022, coincidiendo con el centenario de la constitución de la Federación, el Rey Felipe VI otorga el título de Real a la Federación, haciendo que desde ese mismo día, la Federación Aragonesa de Fútbol pase a llamarse de manera oficial, Real Federación Aragonesa de Fútbol.

## Denominaciones oficiales de la RFAF durante su historia
- 1922 - 10 de febrero del 2022: Federación Aragonesa de Fútbol.
- Desde el 10 de febrero del 2022: Real Federación Aragonesa de Fútbol.

## Organigrama actual
A continuación se lista la actual Junta Directiva de la Federación:
- Presidencia: Manuel Torralba.
  - Vicepresidente de Asuntos Deportivos: Pedro Galve Arnal.
  - Vicepresidente de Asuntos Económicos:
  - Vicepresidente de Relaciones Externas: José Luis Galindo Cabello.
  - Tesorero-Interventor: Fernando Díez Barrio.
  - Secretario General: Ricardo Gracia Calvo.

## Sede e instalaciones

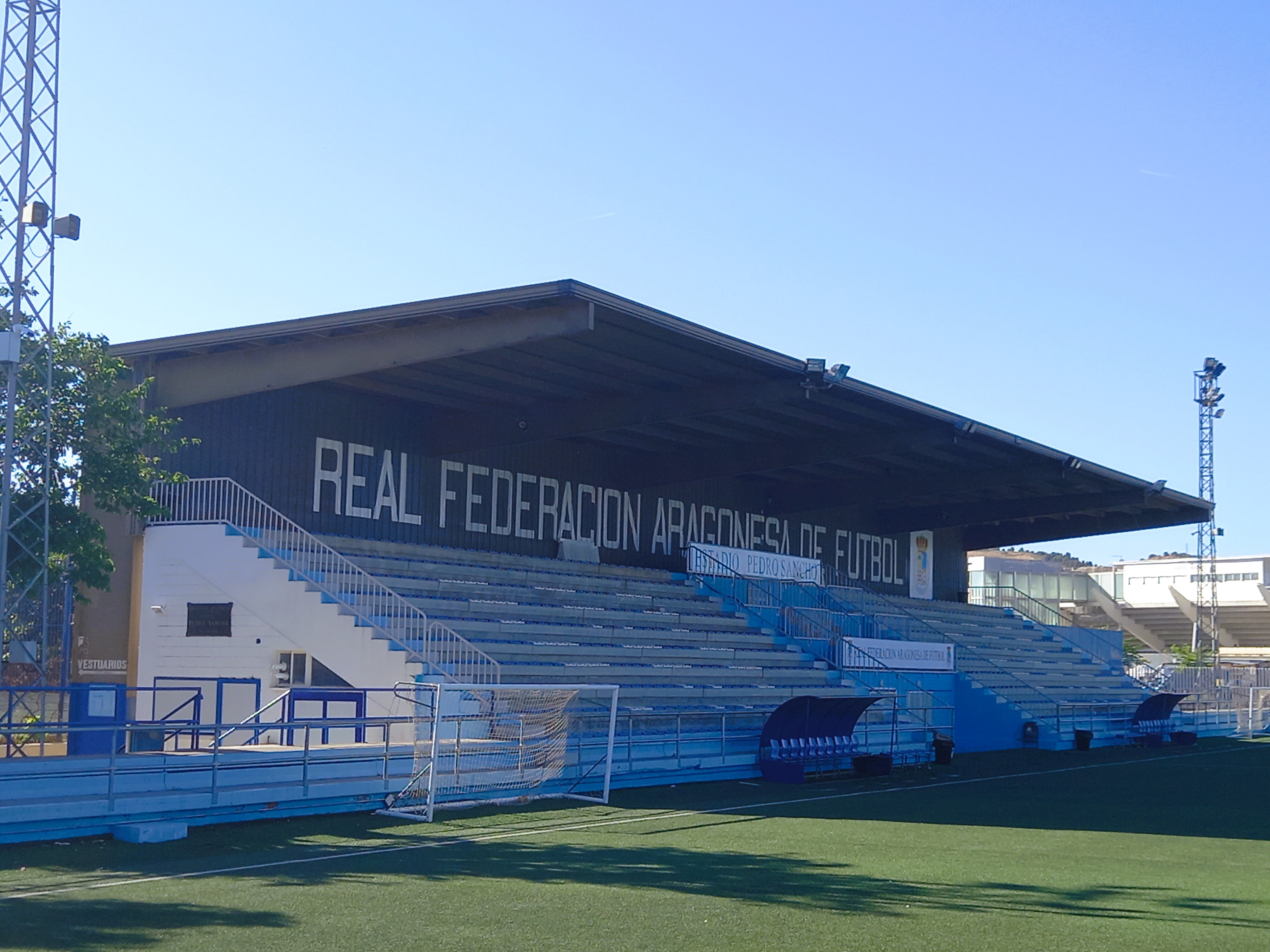
Estadio Pedro Sancho.

La Federación tiene su actual sede sita en los bajos del n°5 de la Urbanización Parque Roma, Bloque I.
Los campos o terrenos de juego de la misma se encuentran en la Calle del Poeta Luciano Gracia s/n junto a la Escuela de Ingeniería y Arquitectura y el Estadio de Atletismo Corona de Aragón.